# William Graham (2e duc de Montrose)
Pour les articles homonymes, voir William Graham.
William Graham, 2e duc de Montrose (27 août 1712 - 23 septembre 1790) est le fils de James Graham (1er duc de Montrose) et de son épouse, Christian Carnegie. Il épouse Lucy Manners, fille de John Manners (2e duc de Rutland) le 28 octobre 1742. Il est décédé à l'âge de 78 ans à Twickenham, Londres, Angleterre.
Il est remplacé par son fils James Graham (3e duc de Montrose).